# Marnon Busch
Marnon-Thomas Busch (Stade, Baja Sajonia, Alemania, 8 de diciembre de 1994) es un futbolista alemán que se desempeña como lateral o centrocampista por derecha. Actualmente, juega en el Heidenheim 1846 de la 2. Bundesliga de su país.

## Trayectoria
Integró las divisiones juveniles de los clubes Hagen, Güldenstern Stade y Werder Bremen. En 2009, pasó a formar parte de la plantilla sub-17 del conjunto verdiblanco, alcanzando la final de la Bundesliga 2010-11 y perdiendo en la misma ante Colonia. Posteriormente, se sumó al plantel sub-19, con el que disputó 30 partidos y convirtió un solo gol.
Debutó con el equipo reserva del club el 17 de agosto de 2012, ingresando al terreno en el minuto 38 del segundo tiempo en la victoria 2-0 sobre Schwarz-Weiß Rehden, en un partido válido por la 3ª fecha de la Regionalliga Nord 2012-13. Su primer gol lo convirtió en la jornada 33, el 12 de mayo de 2013, en el encuentro que su equipo ganó ante Oldenburg por 3-1.
En agosto de 2013, Busch sufrió una lesión muscular que lo dejó sin jugar durante varios meses. Retornó recién el 16 de marzo de 2014, en la victoria de su equipo ante Neumünster, por la fecha 25 de la Regionalliga Nord. Para la temporada 2014-15, comenzó a ser considerado en el primer equipo, haciendo su estreno en la 1ª jornada de la Bundesliga en un empate ante Hertha Berlín y convirtiendo el gol de su equipo en la caída 1-2 ante Wolfsburgo por la fecha 6, el 27 de septiembre de 2014. Sin embargo, una secuencia de problemas físicos, incluidas una lesión en los isquiotibiales y otra en la cadera, lo volvieron a dejar fuera de las canchas hasta finales de la temporada. A su regreso, se sumó al plantel de reserva que acabó consiguiendo el ascenso a la 3. Liga, tras ser campeón de la Regionalliga Nord y vencer a Borussia Mönchengladbach II en los play-offs de promoción.
Busch no volvió a formar parte del primer equipo, aunque sí disputó el campeonato 2015-16 de la tercera división con el Werder Bremen II, salvándose del descenso de forma milagrosa en la última jornada del certamen.
A mediados de 2016, pasó a préstamo 1860 Múnich. No alcanzó a sumar suficientes minutos en club, que en la temporada 2016-17 descendió de la 2. Bundesliga a la 3. Liga. Entre el plantel profesional y el equipo reserva sumó apenas 17 partidos.
Tras finalizar su cesión en junio de 2017, Busch fue vendido a Heidenheim 1846, de la 2. Bundesliga. En su primera temporada en el club, padeció dos lesiones en la rodilla izquierda que lo dejaron sin jugar por varios meses. Con Heidenheim alcanzó los cuartos de final de la Copa de Alemania 2018-19, instancia en la que el equipo quedó eliminado a manos de Bayern Múnich en un dramático encuentro que acabó 4-5.

## Estadísticas

### Clubes
| Club | Div.                | Temporada           | Liga | Liga | Liga | Copas nacionales(1) | Copas nacionales(1) | Copas nacionales(1) | Torneos internacionales(2) | Torneos internacionales(2) | Torneos internacionales(2) | Total(3) | Total(3) | Total(3) |
| Club | Div.                | Temporada           | PJ   | G    | A    | PJ                  | G                   | A                   | PJ                         | G                          | A                          | PJ       | G        | A        |
| --- | ------------------- | ------------------- | ---- | ---- | ---- | ------------------- | ------------------- | ------------------- | -------------------------- | -------------------------- | -------------------------- | -------- | -------- | -------- |
| Werder Bremen II · Alemania | 4.ª                 | 2012-13             | 28   | 1    | 3    | —                   | —                   | —                   | —                          | —                          | —                          | 28       | 1        | 3        |
| Werder Bremen II · Alemania | 4.ª                 | 2013-14             | 6    | 0    | 0    | —                   | —                   | —                   | —                          | —                          | —                          | 6        | 0        | 0        |
| Werder Bremen II · Alemania | 4.ª                 | 2014-15             | 12   | 0    | 1    | —                   | —                   | —                   | —                          | —                          | —                          | 12       | 0        | 1        |
| Werder Bremen II · Alemania | 3.ª                 | 2015-16             | 28   | 0    | 1    | —                   | —                   | —                   | —                          | —                          | —                          | 28       | 0        | 1        |
| Werder Bremen II · Alemania | Total               | Total               | 74   | 1    | 5    | 0                   | 0                   | 0                   | 0                          | 0                          | 0                          | 74       | 1        | 5        |
| Werder Bremen · Alemania | 1.ª                 | 2014-15             | 9    | 1    | 0    | 1                   | 0                   | 0                   | —                          | —                          | —                          | 10       | 1        | 0        |
| Werder Bremen · Alemania | Total               | Total               | 9    | 1    | 0    | 1                   | 0                   | 0                   | 0                          | 0                          | 0                          | 10       | 1        | 0        |
| 1860 Múnich II · Alemania | 4.ª                 | 2016-17             | 4    | 0    | 1    | —                   | —                   | —                   | —                          | —                          | —                          | 4        | 0        | 1        |
| 1860 Múnich II · Alemania | Total               | Total               | 4    | 0    | 1    | 0                   | 0                   | 0                   | 0                          | 0                          | 0                          | 4        | 0        | 1        |
| 1860 Múnich · Alemania | 2.ª                 | 2016-17             | 13   | 0    | 2    | —                   | —                   | —                   | —                          | —                          | —                          | 13       | 0        | 2        |
| 1860 Múnich · Alemania | Total               | Total               | 13   | 0    | 2    | 0                   | 0                   | 0                   | 0                          | 0                          | 0                          | 13       | 0        | 2        |
| Heidenheim 1846 · Alemania | 2.ª                 | 2017-18             | 10   | 1    | 0    | 2                   | 0                   | 0                   | —                          | —                          | —                          | 12       | 1        | 0        |
| Heidenheim 1846 · Alemania | 2.ª                 | 2018-19             | 32   | 0    | 5    | 3                   | 0                   | 0                   | —                          | —                          | —                          | 35       | 0        | 5        |
| Heidenheim 1846 · Alemania | 2.ª                 | 2019-20             | 9    | 0    | 0    | 1                   | 0                   | 0                   | —                          | —                          | —                          | 10       | 0        | 0        |
| Heidenheim 1846 · Alemania | Total               | Total               | 51   | 1    | 5    | 6                   | 0                   | 0                   | 0                          | 0                          | 0                          | 57       | 1        | 5        |
| Total en su carrera | Total en su carrera | Total en su carrera | 151  | 3    | 13   | 7                   | 0                   | 0                   | 0                          | 0                          | 0                          | 158      | 3        | 13       |
| (1) Incluye datos de la Copa de Alemania. (2) Incluye datos de la Liga de Campeones y la Liga Europa. (3) No incluye goles en partidos amistosos. |                     |                     |      |      |      |                     |                     |                     |                            |                            |                            |          |          |          |

## Palmarés

### Campeonatos juveniles
| Título                         | Club          | País     | Año     |
| ------------------------------ | ------------- | -------- | ------- |
| Bundesliga sub-17 Nord-Nordost | Werder Bremen | Alemania | 2010-11 |